# 파옝치노군

우치주 지도에 표시된 파옝치노군의 위치

파옝치노군(폴란드어: powiat pajęczański)은 폴란드 우치주에 위치한 군으로 군청 소재지는 파옝치노이며 면적은 804.14km2, 인구는 53,395명(2006년 기준), 인구 밀도는 66명/km2이다.
북동쪽으로는 베우하투프군, 동쪽으로는 라돔스코군, 남쪽으로는 실롱스크주 쳉스토호바군, 크워부츠크군, 서쪽으로는 비엘룬군과 접한다. 8개 지방 자치체(2개 도시형 농촌, 6개 농촌)를 관할한다.

군기
군 문장